# Ismenius Lacus (Gradfeld)

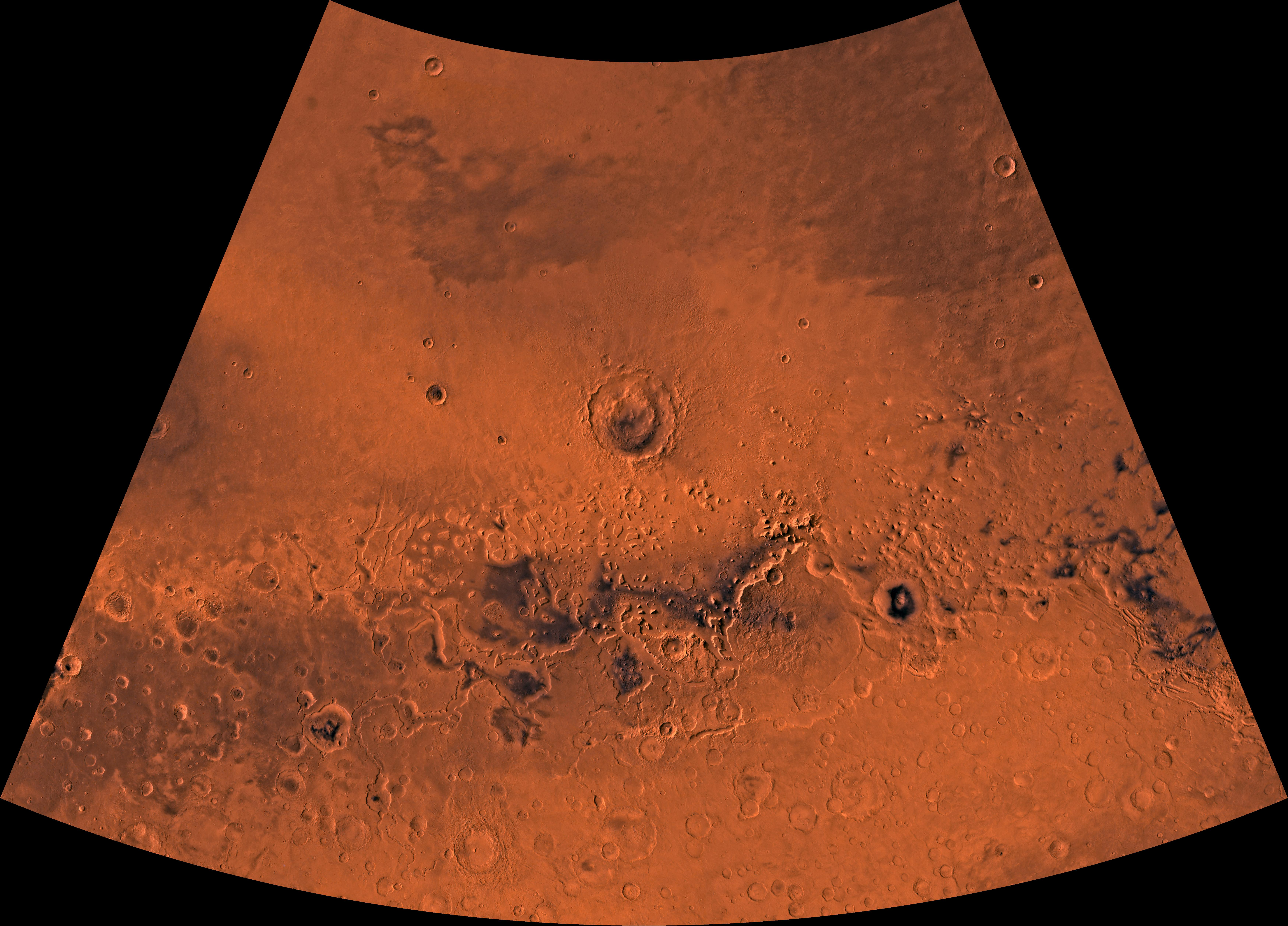
Bild von Ismenius Lacus, der nördliche Bereich enthält relativ flache Ebenen, die Mitte Täler und der Süden mehrere Krater.

Das Ismenius-Lacus-Gradfeld gehört zu den 30 Gradfeldern des Mars. Sie wurden durch die United States Geological Survey (USGS) festgelegt. Die Nummer ist MC-5, das Gradfeld umfasst das Gebiet von 300° bis 360° westlicher Länge und von 30° bis 65° südlicher Breite.

## Herkunft des Namens
Der Name kommt von einem Albedo feature im Bereich von 40° N and 30° E auf dem Mars, die Gegend wurde nach dem lateinischen Wort für den See Ismenian; Ismenian ist der poetische Name für Theben.

## Geografie
Das Gradfeld misst ca. 3.065 km in der Höhe und 1.500 km in der Breite, die Nord/Süd-Distanz beträgt ca. 2.050 km, etwas weniger als die Länge Grönlands. Es deckt eine Fläche von ca. 4,9 Millionen km² ab, etwa 3 % der Oberfläche des Mars. Es enthält Teile von Deuteronilus Mensae und Protonilus Mensae, zwei Flächen die für Wissenschaftler besonders interessant sind da sie Beweise für ehemalige bzw. jetzige glaziale Aktivität enthalten. Zugleich ist die Landschaft einzigartig auf dem Mars und wird im englischen Fretted Terrain genannt. Der größte Krater ist der Lyot (Marskrater) dessen Kanäle möglicherweise Wasser enthalten. Auch liegt das große Ausflusstal Mamers Valles hier.